# Wow (canción de Inna)
«Wow» es una canción grabada por la cantante rumana Inna para su segundo álbum de estudio, I Am the Club Rocker (2011). Escrito y producido por los miembros de Play & Win: Sebastian Barac, Radu Bolfea y Marcel Botezan, fue lanzado para su descarga digital el 20 de abril de 2012 como el quinto sencillo del disco a través de DIY Records. Musicalmente, «Wow» es una canción electropop.
Un video musical para la pista fue filmado por Edward Aninaru en MediaPro Studios en Buftea, Rumania en enero de 2012. Fue subido al canal oficial de Inna en YouTube el 5 de abril de 2012 y hace referencia a múltiples películas animadas y cuentos de hadas, incluyendo El mago de Oz y Alicia en el país de las maravillas (1951). Los críticos de música elogiaron el videoclip, alabando su producción contemporánea. La canción fue nominada en la categoría «Mejor Canción Dance» en los Romanian Music Awards del 2012. Comercialmente, «Wow» alcanzó las posiciones 10 y 171 en Rumania y Rusia, respectivamente.

## Composición y recepción
«Wow» fue escrita y producida por los miembros del trío rumano Play & Win: Sebastian Barac, Radu Bolfea y Marcel Botezan. Estuvo disponible para su descarga digital en Italia el 20 de abril de 2012 por DIY Records; tanto los lanzamiento italianos como los estadounidenses presentaron múltiples remezclas junto con la pista original. La portada oficial de «Wow» fue diseñada por Edward Aninaru en una sesión fotográfica en el verano de 2011. Musicalmente, el género del sencillo fue descrito como un electropop «sensual» por Yvo Schaap de Direct Lyrics.
Luego de su estreno en las estaciones de radio rumanas, «Wow» ingresó en la lista Airplay 100 en el puesto número 77 el 22 de abril, alcanzando el número 10 el 10 de junio. En la lista Tophit de Rusia, «Wow» debutó en el número 216 el 28 de abril y ascendió al número 171 el 19 de mayo de 2012. La canción fue nominada en la categoría «Mejor Canción Dance» en los Romanian Music Awards del 2012.

## Vídeo musical

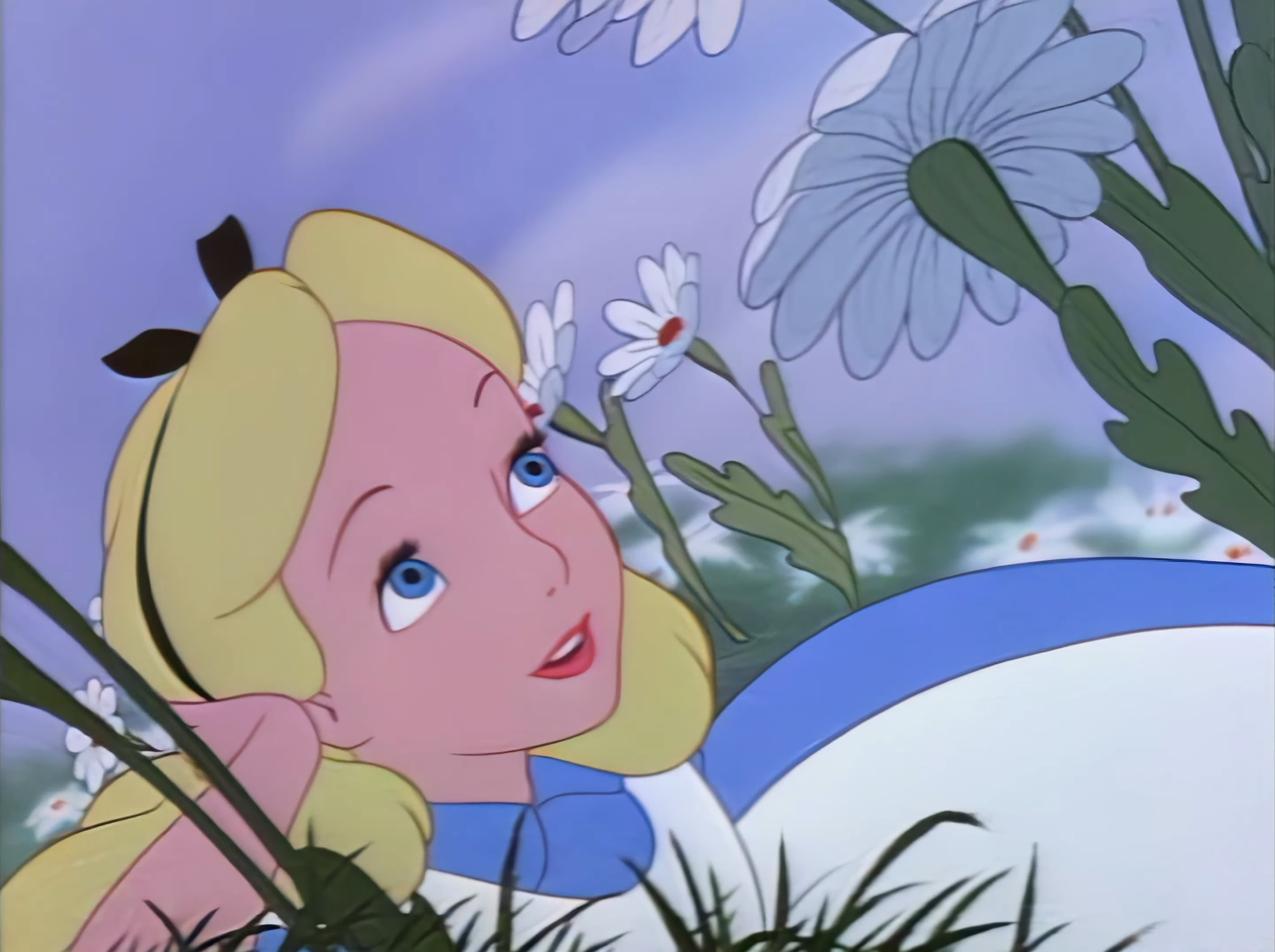
El video musical de «Wow» hace referencia a múltiples cuentos de hadas y películas animadas, incluyendo Alicia en el país de las maravillas (1951) [en la imagen].

Un video musical de acompañamiento para «Wow» fue filmado por Aninaru en MediaPro Studios en Buftea, Rumania en enero de 2012, con quien Inna ya había colaborado previamente en alrededor de 50 sesiones fotográficas hasta ese entonces. Según la cantante, Aninaru vino con la idea de hacer referencia a personajes de cuentos de hadas — incluyendo a Blancanieves y Dorothy Gale de El mago de Oz — en el videoclip, a lo que ella accedió. El video fue subido al canal oficial de Inna en YouTube el 5 de abril de 2012, precedido por el lanzamiento de un teaser de 23 segundos.
El video musical — que dura casi cinco minutos — empieza con Inna en una furgoneta conduciendo hasta una playa animada junto con otras personas; durante el viaje, ellos cantan una porción de "Wow". Luego de esto, salen de la furgoneta y se encuentran con otras personas que yacen en un pilar de confeti. Después de ser golpeada por una pelota de playa, Inna se desmaya y luego es vista desde arriba por personas vestidas con trajes blancos y negros. A medida que el videoclip avanza, la cantante se muestra bailando e interpretando la canción en varios escenarios de cuento de hadas, mientras se encuentra con varios personajes. Las escenas incluyen su aspecto demasiado grande mientras está dentro de una habitación, y su baile en una mesa de comedor inspirada en Alicia en el País de las Maravillas con varios personajes en un fondo de champiñones; ella lleva puesto el sombrero de El Sombrerero. El video termina con Inna realizando una coreografía sincronizada con todos los personajes antes de que la pantalla se vuelva negra.
Un editor de Urban.ro elogió el video y su producción, llamándolo «sexy». Schaap de Direct Lyrics dijo que el videoclip era «por ahí ... por decir lo menos», y lo etiquetó como una mezcla entre Alicia en el país de las maravillas, la película musical estadounidense Willy Wonka & the Chocolate Factory y el video musical «What You Waiting For?» (2004) de la cantante estadounidense Gwen Stefani. Un crítico de Utv.ro pensó que el video musical «tiene todo para ser exitoso: es muy dinámico, lleno de color y es difícil apartar la vista de la pantalla».

## Presentaciones en vivo
Como parte de su serie «Wow Session» en YouTube, Inna interpretó la canción en un escenario similar al de su video musical el 3 de marzo de 2012 para celebrar sus 5 millones de me gusta en su página oficial de Facebook. Las vocales de Inna y su instrumentación en vivo recibieron elogios de un editor de Urban.ro. Ella también presentó la canción en el World Trade Center Ciudad de México en septiembre de 2012 junto con el resto del material de I Am the Club Rocker.

## Formatos
- Versiones oficiales[A]

1. «Wow» – 3:09
2. «Wow» (Radio Edit) – 3:09
3. «Wow» (Extended Version) – 4:37
4. «Wow» (Live Version) – 3:23
5. «Wow» (Casey & Moore vs. Sandro Bani Remix) – 6:02
6. «Wow» (Timmy Rise & Barrington Lawrence Remix) – 6:52
7. «Wow» (Beenie Becker Radio Edit) – 3:11
8. «Wow» (Beenie Becker Club Edit) – 4:41
9. «Wow» (Steve Roberts Radio Edit Remix) – 2:24
10. «Wow» (Steve Roberts Extended Remix) – 3:53
11. «Wow» (Starz Angels M***** F***** Radio Remix) – 3:46
12. «Wow» (Starz Angels M***** F***** Club Remix) – 6:16
13. «Wow» (Starz Angels M***** F***** Dub Remix) – 6:16
14. «Wow» (JRMX Edit) – 3:54
15. «Wow» (JRMX Club) – 7:37
16. «Wow» (JRMX Dub) – 7:38

## Posicionamiento en listas
| Rumania | Airplay 100 | 10  |
| Rusia   | Tophit      | 171 |

## Historial de lanzamiento
| Región         | Fecha               | Formato          | Discográfica |
| -------------- | ------------------- | ---------------- | ------------ |
| Italia         | 20 de abril de 2012 | Descarga digital | DIY          |
| Rumania        | 26 de abril de 2012 | Descarga digital | Roton        |
| Estados Unidos | 15 de mayo de 2012  | Descarga digital | Ultra        |